# Starý sávský most
Starý sávský most (srbsky Стари савски мост) je silniční most, který překonává řeku Sávu v hlavním městě Srbska, Bělehradu. Aktuálně prochází fází demolice, resp. přemístění.

## Poloha
Most spojujoval lokalitu Savamala u Sávského náměstí s Novým Bělehradem v blízkosti starého výstaviště (srbsky Staro sajmište). Sloužil i pro potřeby tramvají. Překonával ulici Hercegovačka a promenády na sávském břehu. Z obou stran potom pokračovala ulice Zemunski put.

## Název
Němci most původně nazývali most prince Evžena. Důvodem mělo být to, že po válce (pokud by ji Německo vyhrálo), měl být Bělehrad podle prince Evžena pojmenován. Obyvatelé Bělehradu mu ještě dlouho po skončení druhé světové války říkali Německý most (srbsky Nemački most), nebo jen Švábský most (srbsky Švapski most ). Tyto názvy však vyšly z užívání. Dnes se mu říká Starý sávský most, pro odlišení od Nového železničního mostu.

## Technické parametry
Most byl dlouhý přibližně 430 metrů, přičemž nejdelší rozpětí bylo v oblouku a zde činí 157 metrů. Měl jeden jízdní pruh v každém směru. Jeho konstrukce byla posazena na šesti pilířích, tři z každé strany. Plavba na řece Sávě byla možná pod hlavním obloukem.
Využití mostu pro tramvajovou dopravu bylo relativně nové; koleje byly položeny v roce 1984 v rámci výstavby tramvajové trati k bloku 45 na Novém Bělehradě.

## Historie

### Vznik a výstavba mostu

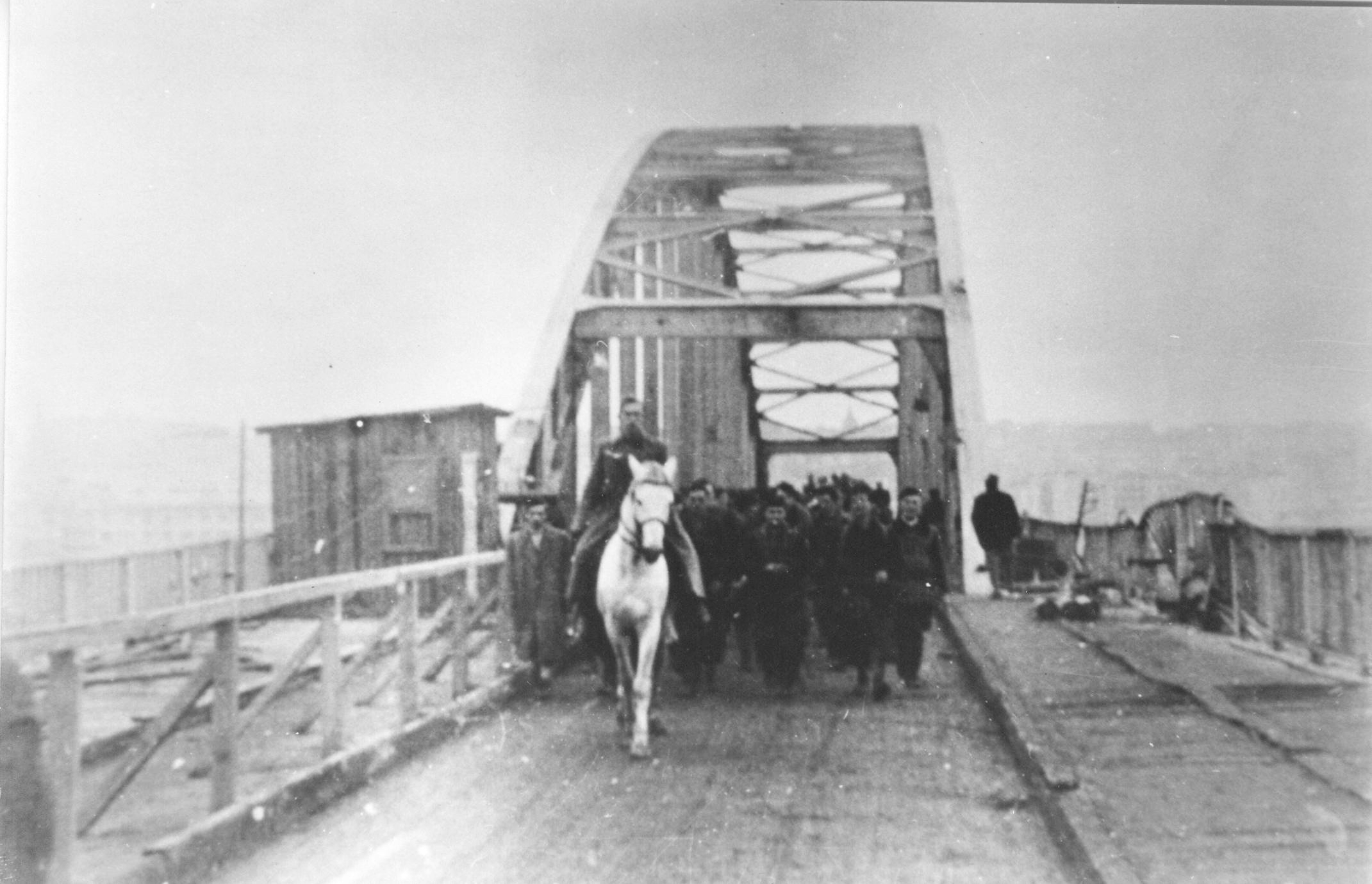
Most nedlouho po osvobození Bělehradu, listopad 1944.

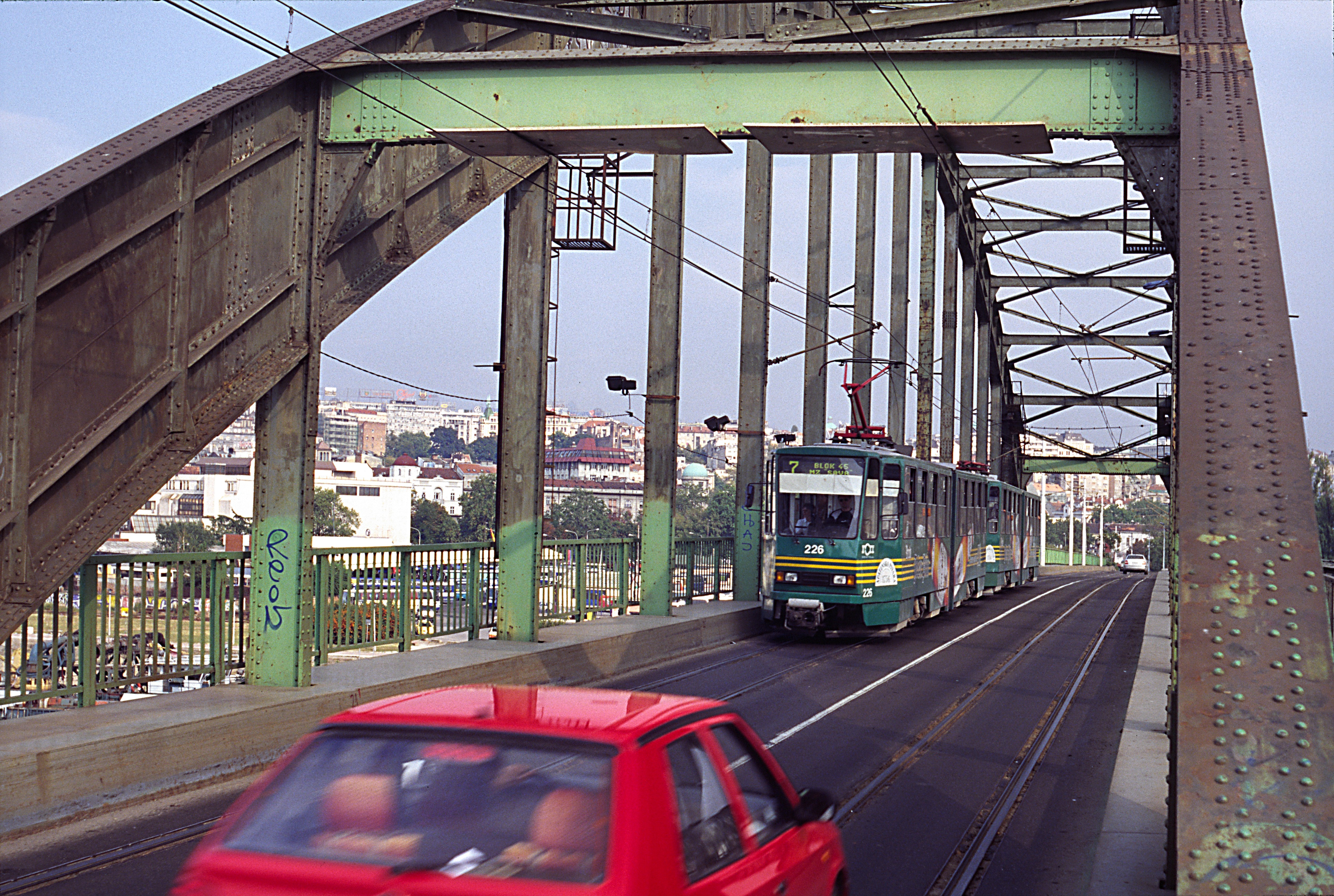
Most v roce 2004.

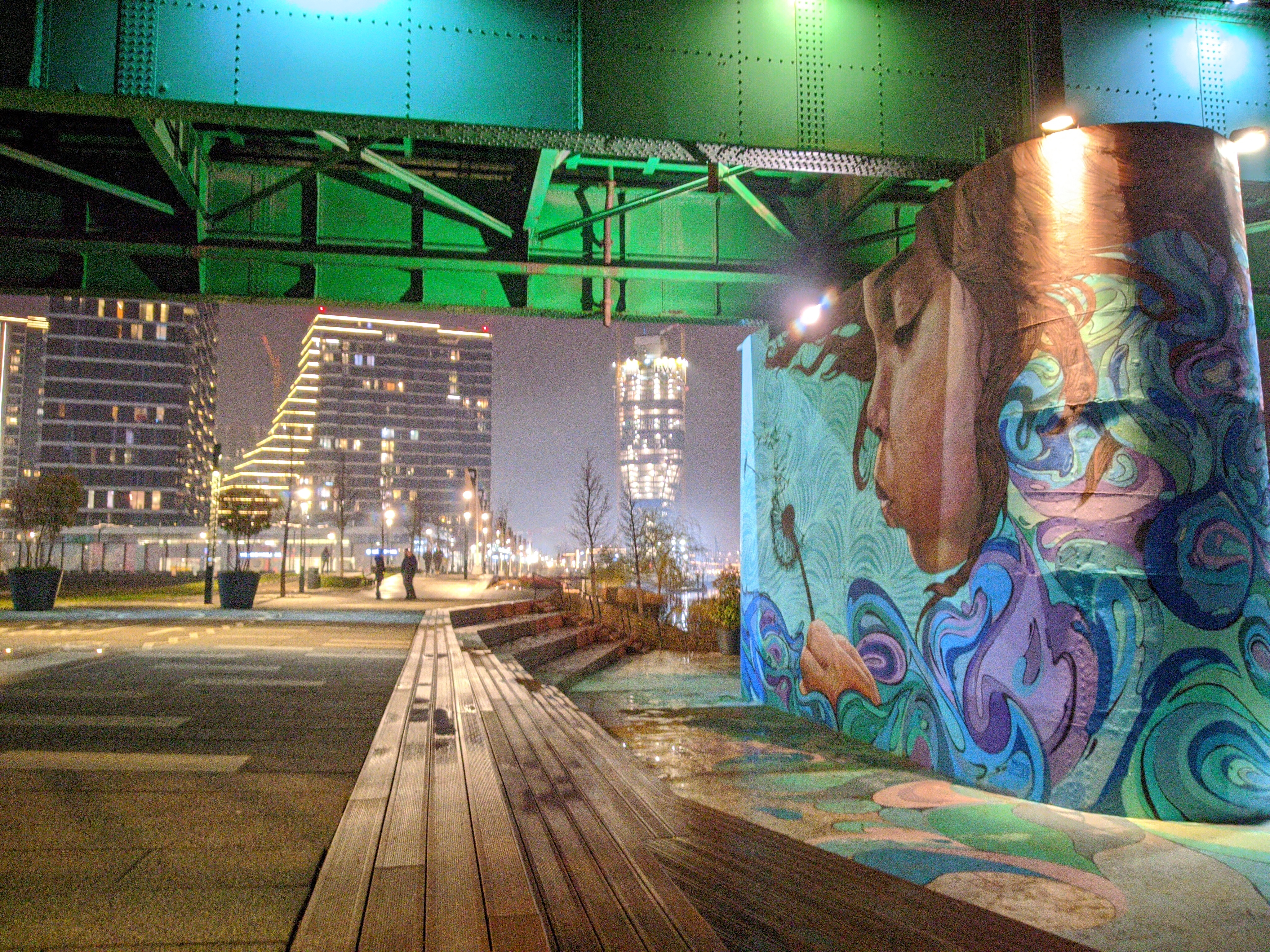
Most z bělehradské strany, v pozadí Beograd na vodi.

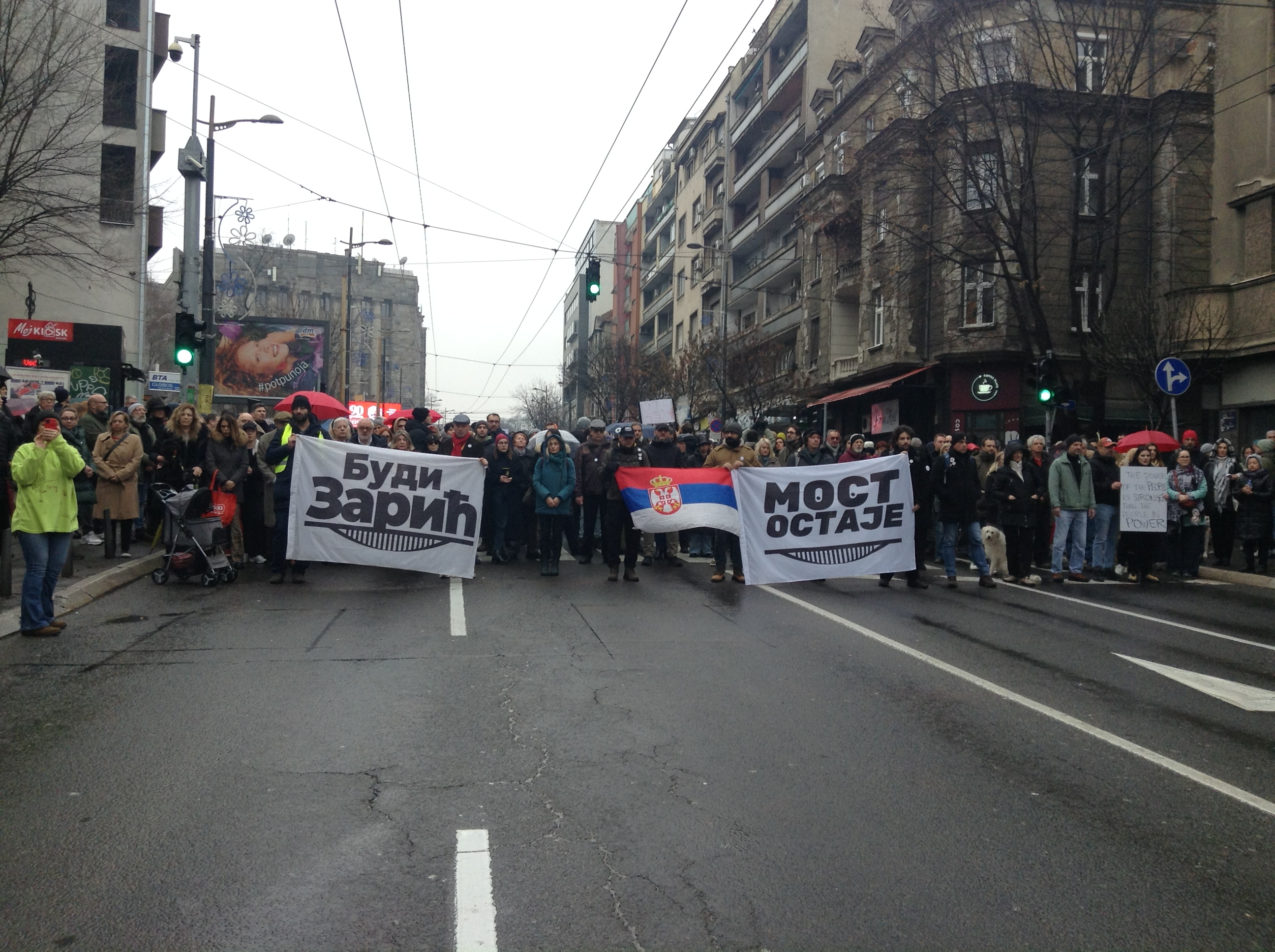
Demonstrace proti demolici mostu.

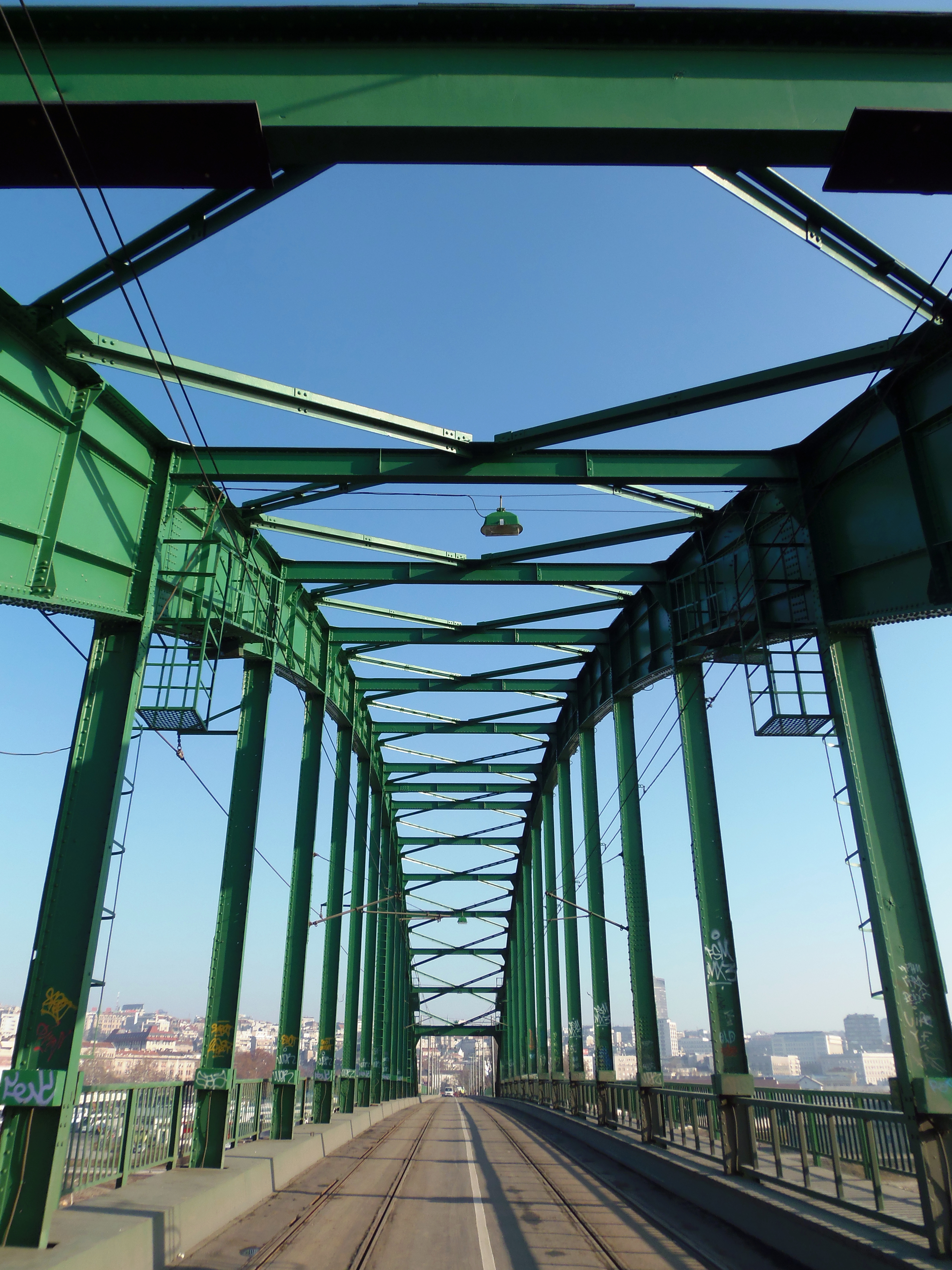
Konstrukce mostu.

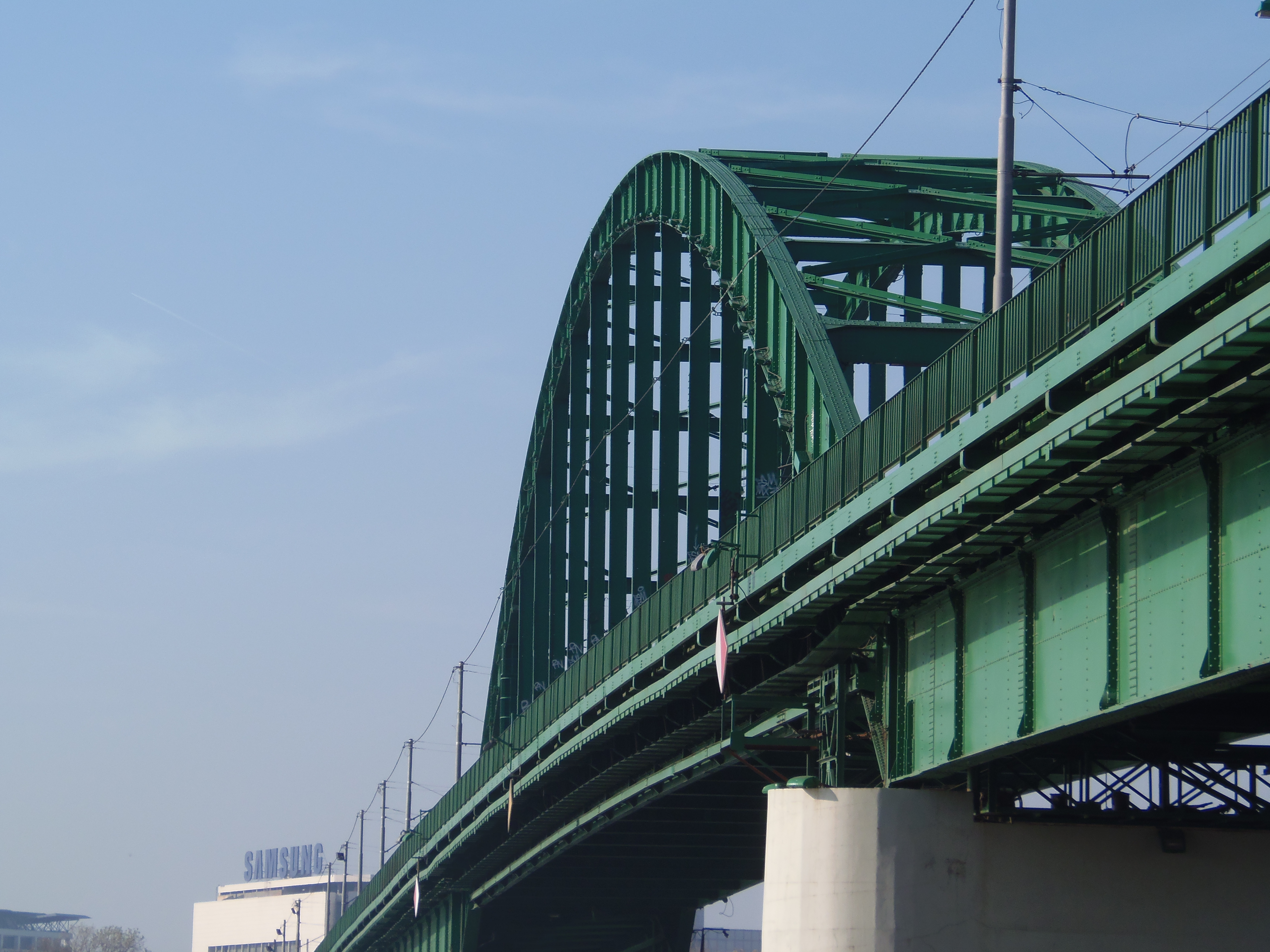
Oblouk Starého sávského mostu.

Sávský most byl postaven v roce 1942 německým okupačním vojskem jako náhrada za zničený most krále Alexandra, v té době jediný bělehradský silniční most přes řeku Sávu. Zvolena však byla součásná lokalita, především také proto, že v místě původního mostu zůstaly ještě masivní pilíře. Dočasně stál v místě dnešního starého sávského mostu ještě také most pontonový. Konstrukce mostu byla původně zamýšlena pro překonání řeky Tisy u města Žabalj, nicméně válečné události přinutily okupační správu jej umístit do Bělehradu. Hotový most tak byl rozřezán na části a po řece Dunaji přepraven do hlavního města dobyté Jugoslávie. Konstrukci vypracovala společnost C. H. Jucho z Dortmundu. Sestavení mostu na finálním místě trvalo šest měsíců. Podíleli se na ní domácí pracovníci, ale také i vězni z koncentračního tábora Sajmište, který stál na druhé straně řeky hned v jeho blízkosti.
Vzhledem k tomu, že most byl poměrně lehké konstrukce, nemohl být použit pro přepravu všech vojenských vozidel, které německé vojsko potřebovalo posílat z oblasti dnešní Vojvodiny dále na jih do centrálního Srbska. Proto byli Němci přinuceni zrekonstruovat starý železniční most a používat do značné míry i ten.

### Boje o most
Dne 20. října 1944 se v souvislosti s bělehradskou operací boje přiblížily i samotnému mostu. Německé vojsko se stahovalo z centra Bělehradu směrem k lokalitě Savamala a východnímu předmostí. Během Bělehradské operace byly obě strany starého sávského mostu opevněné. Jednotky byly umístěny na obou stranách, postupující Rudá armáda přes most ostřelovala novobělehradské předmostí.
V závěru operace se místnímu učiteli Miladinovi Zarićovi podařilo znemožnit německým vojákům, aby most při svém ústupu před Rudou armádou nevyhodili do povětří. Stalo se tak na poslední chvíli; most byl podminovaný a zápalnou šňuru se Zarićovi povedlo přeseknout. Díky tomu se tak stal jedním z mála, který závěr války a stahování německé armády přečkal neponičený. Navíc byl jediným přes řeku Sávu, který v hlavním městě země zůstal.

### Poválečné období
Most přes řeku Sávu byl několikrát různě upravován, např. v 50. letech 20. století, poté v letech šedesátých, osmdesátých, a naposledy v letech 2007/2008, kdy byl i mírně rozšířen. Obnoven byl také nátěr v původní zelené barvě. Až do 60. let 20. století byla mostovka dřevěná, roku 1969 sem byla umístěna mostovka betonová z panelů.
V roce 1984 byly na most umístěny tramvajové koleje, neboť padlo tehdy rozhodnutí, že hlavní město tehdejší Jugoslávie nebude mít metro a spojení s Novým Bělehradem bude realizováno za pomoci tramvají.
V polovině 90. let 20. století, kdy bylo Srbsko, resp. Svazová republika Jugoslávie vystaveno mezinárodní izolaci, sankcím a ekonomickým problémům, představila Socialistická strana Srsbka projekt s názvem Europolis, který počítal s přestavbou celého sávského amfiteátru. V rámci něj se již počítalo s demolicí původního mostu a vznikem nového. Nápad nicméně nebyl nikdy uskutečněn a jeho význam hlavně spočíval v předvolebním boji v městském zastupitelstvu.
V 90. letech 20. století nebyl most rekonstruován. Jedním z důvodů byly špatné finance tehdejšího státu, druhým ale fakt, že jako takový nebyl dopravně zatížen tolik, jako nedaleký most Gazela nebo jiné přes řeku Sávu. Jeho vytížení bylo nejnižší ve městě a využití nacházel hlavně v případě uzavírek mostů dalších. Obnova probíhala až na konci 1. dekády 21. století a u možnila zvýšit kapacitu na 30 000 vozidel za den, vyměněna byla také signalizace, oplocení a slavnostní osvětlení. Rekonstrukci mostu financovalo město Bělehrad a Evropská investiční banka.
V souvislosti s projektem Beograd na vodi (anglicky Belgrade Waterfront) došlo k celkové revitalizaci východní (staroměstské) strany mostu. Odstraněny byly železniční koleje pod ním a parkoviště dálkových autobusů. Naopak vznikla nábřežní promenáda přístupná veřejnosti.

### Příprava demolice mostu
V souvislosti s výše zmíněným projektem byla otevřena otázka zbourání mostu a jeho nahrazení novým. Došlo k naprosté změně dopravních vztahů na východním konci mostu, které předpokládají vyšší míru provozu. Šířka mostu nicméně činila jen 12 metrů a ten tak představoval úzké hrdlo pro individuální dopravu. V březnu 2016 navrhoval tehdejší primátor srbské metropole demolici stavby, nakonec bylo rozhodnuto o přestavbě a nadzdvihnutí původní konstrukce, resp. vytvoření dvoupatrového mostu. Inspirací byl primátorovi Malému Most Tabiat v Teheránu, který je rovněž dvoupatrový a který doplňuje vegetace; Mali předtím íránskou metropoli navštívil. Stavba nicméně měla původní most svojí konstrukcí připomínat.
V květnu 2017 byl nakonec projekt přestavby zveřejněn. Zcela bylo ustoupeno od původní vize; naopak byla plánována demolice celé stavby. I nyní se jednalo ale o most obloukový. V Bělehradě toto odstartovalo veřejnou diskuzi o osudu stavby a jejím technickém stavu, případně o nedostatečné kapacitě dopravních tahů pro rostoucí metropoli. Odpor veřejnosti je spojen s tím, že most je vnímán jako dlouhodobý symbol města, objevuje se na řadě pohlednic apod.
Mali také navrhoval, že by most měl být přemístěn k Velkému válečnému ostrovu, kde by spojoval sousední Zemun přes rameno Dunaje. Sloužil by tam pouze pěším a cyklistům. Toto mělo být učiněno na základě referenda. Kromě toho byla diskutována také možnost přemístění k parku Ušće (tj. na soutoku Dunaje a Sávy).
V prosinci 2019 Státní úřad pro ochranu kulturních památek podpořil iniciativu zařazení stavby do seznamu památkově chráněných staveb, byť k takovému kroku neměl žádnou pravomoc. Epidemie nemoci COVID-19 celou otázku osudu mostu odsunula na léta 2021 až 2022. Na podzim 2020 bylo předpokládáno, že nový most vznikne vedle starého, zatímco původní bude rozřezán na tři části a dočasně převezen po řece na „nějaký pozemek v Palilule“. Bylo také zahájeno řízení o zapsání mostu do seznamu kulturních památek. 
V roce 2022 byla na novobělehradské (západní) straně mostu odhalena malba na počest Zariće. Diskutováno bylo i přejmenování stavby po něm.
V květnu 2023 byla plánovaná demolice odložena.

### Průběh demolice stavby
Skupina okolo 300 ruských architektů a designérů předložila projekt revitalizace stavby jako Mostu vzpomínek (srbsky мост сећања). Představitelé města Bělehradu byli nicméně stále více odhodláni Starý sávský most zbourat. Jeho technický stav se totiž stále více zhoršoval; některé části stavby ničí koroze, poškozen byl asfalt a další části stavby. V listopadu 2024 byl proto uzavřen pro dopravu v rámci příprav na chystanou demolici. Aktivisté ale této demolici na nějakou dobu zabránili. Proti demonstrujícím vystoupil i prezident země Aleksandar Vučić s komentářem, ať si nezahrávají s budoucností stavby, která je ve špatném stavu.
Politická opozice v bělehradském zastupitelstvu kritizovala skutečnost, že nebyl zveřejněn projekt nového mostu a kontrakt byl dán společnostem z Maďarska a Čínské lidové republiky bez výběrového řízení. Platný územní plán města navíc s demolicí stavby tehdy nepočítal.
V únoru 2025 došlo na mostu k demonstranci proti jeho zbourání; plot, oddělující most (již uzavřený) od okolních ulic chránila policie. Práce na odmontovávání jednotlivých částí mostu nicméně probíhaly i v následujících týdnech.

## Most v populární kultuře
V roce 1948 namaloval Kosta Hakman tento most a malbu pojmenoval jednoduše Most v Bělehradu. Zůstala v jeho rodinné sbírce. V květnu 2021 jeho dcera Milica Hakman obraz darovala bělehradskému magistrátu aby byl vystaven ve Starém paláci, ideálně v nějakém reprezentativním prostoru. 
Události spojené s osudem mostu v roce 1944 byly vyobrazeny v televizním pořadu Povratak otpisanih, který se věnoval partyzánskému hnutí na území hlavního města. Byla mu dokonce zasvěcena celá jedna epizoda, která byla poprvé odvysílána v roce 1978. Natáčely se zde ale i jiné televizní pořady, např. Grlom u jagode apod.